# Mariano Gonzalvo
Mariano Gonzalvo (ur. 22 marca 1922 w Mollet del Vallès, zm. 7 kwietnia 2007 w Barcelonie) – piłkarz i kapitan zespołu FC Barcelona. Szesnastokrotny reprezentant Hiszpanii. W barwach Barcelony grał przez 13 sezonów pięciokrotnie zdobywając wraz z drużyną mistrzostwo kraju. W 1950 roku zagrał w 5 meczach mistrzostw świata w Brazylii, gdzie zdobył wraz z drużyną 4. miejsce. Dwa lata później został kapitanem "Barcelony pięciu tytułów", zdobył wraz z drużyną mistrzostwo i Puchar Króla Hiszpanii, Puchar Łaciński, Puchar Evy Duarte i Puchar Martini.